# Habronattus delectus
Habronattus delectus är en spindelart som först beskrevs av Peckham, Peckham 1909.  Habronattus delectus ingår i släktet Habronattus och familjen hoppspindlar. Inga underarter finns listade i Catalogue of Life.